# کائول اونو
کائول اونو (انگلیسی: Caol Uno؛ زادهٔ ۸ مهٔ ۱۹۷۵) ورزشکار هنرهای رزمی ترکیبی و کشتی‌گیر کشتی حرفه‌ای اهل ژاپن است. وی از سال ۱۹۹۶ میلادی تاکنون مشغول فعالیت بوده‌است.